# Кожуховські-Ференсбахи
Кожуховські-Ференсбахи — козацько-старшинський рід, що походить від Петра Кожухівського (серед. — 2-га пол. XVII ст.) — полковника піхотного охочого (1677–78) та компанійського (1689–93) полків. Його сини — Григорій Петрович (р. н. невід. — 1695) — топальський сотник Стародубського полку (1694–95); Йосип Петрович (р. н. невід. — п. перед 1724) — стародубський полковий хорунжий (1692); Юрій Петрович (р.н. і р.с. невід.) — компанійський полковник (1708), прихильник І.Мазепи, засланий 1710 разом з іншими мазепинцями до Архангельська (нині місто в РФ). Його брати не залишили нащадків чоловічої статі, тож рід згас.
Частину родових маєтків Кожуховських-Ференсбахів через близьке споріднення отримали в спадок представники роду Якимовичів, які взяли також прізвище згаслого роду та почали називатися Якимовичами-Кожухівськими та Якимовичами-Кожухівськими-Ференсбахами. За однією з версій, рід походив від відомого російського роду Кожиних, заснованого на початку XV ст. шведом Юргеном Бахти-Францем з Фаренсбахів.